# Леван (цар Картлі)
Леван (Шах Кулі-хан) (бл. 1660 — 13 липня 1709) — цар Картлі (1709), четвертий син царя Вахтанга V й Родам Орбеліані. Представник династії Багратіоні.

## Життєпис
У вересні 1675 року Вахтанга V викликав до Ісфахана перський шах Солейман Сефі, але той помер дорогою в місті Кум. Георгій XI, старший син і спадкоємець Вахтанга, того ж року був змушений вирушити до шаха, щоб отримати дозвіль на батьків престол. Перед від'їздом до Ірану Георгій призначив намісником у Картлі свого молодшого брата Левана. Солейман Сефі тільки 1676 року затвердив Георгія XI на царському троні й відпустив на батьківщину.
1688 року на вимогу шаха Георгій XI був змушений відрядити брата Левана й сина Баграта як заручників до Персії. Там царевич Леван силоміць прийняв іслам та отримав ім'я Шах Кулі-хана. Невдовзі, за наказом шаха Леван, Луарсаб і Баграт були ув'язнені в Гераті. Новий перський шах Солтан Хусейн (1694–1722) звільнив грузинських царевичів та повернув їх до двору.
У вересні 1704 року Леван, залишивши свого сина Вахтанга намісником у Картлі, прибув до шахського двору в Ісфахан. У квітні 1709 року Георгій XI загинув від рук белуджів у битві під Кандагаром. У липні того ж року Леван помер в Ісфахані.

## Родина
Леван був одружений двічі. 1662 року вперше одружився з Тутою (пом. 1678), дочкою Кайхосро II Гурієлі.
Діти:
- Кайхосро (1674–1711), цар Картлі (1709–1711),
- Вахтанг (1675–1737), регент (1703–1711) і цар Картлі (1711–1714, 1716–1724),
- Доменті (1676–1742), католикос-патріарх Східної Грузії (1704–1725, 1739–1742).

1680 року Леван одружився повторно, з Тінатін, дочкою князя Георгія Авалішвілі]].
Діти:
- Ієссе (1680/1681 — 1727), цар Картлі (1714–1716, 1724–1727),
- Симон (1683–1740), регент Картлі (1711–1712),
- Теймураз (1688–1710),
- Олександр (1689–1711).

Такожмав двох позашлюбних синів:
- Рустам-хан (пом. 1722), офіцер іранської армії, загинув під час афганського повстання,
- Афанасій Багратіон (1707–1784), російський генерал.